# Klášter minoritů (Mladá Boleslav)
Klášter minoritů v Mladé Boleslavi existoval v letech /1293/1345-1784. Je chráněn jako kulturní památka České republiky.

## Založení a první etapa života kláštera
O počátcích minoritského kláštera v Mladé Boleslavi se zprávy rozcházejí. Antonín Ludvík Frind tvrdí, že byl založen již roku 1293 a osazen 15 mnichy a 5 laickými bratry. Kostel s klášterem prý dal vystavět Jan z Michalovic, který podnikl v této době kajícnickou cestu do Francie. Klášter stál na hoře zvané Karmel (lokalita v Mladé Boleslavi). Páni z Michalovic zůstali trvale příznivci kláštera a roku 1345 nebo 1354 byl klášter rozšířen a přestavěn péčí Beneše z Michalovic. Někteří badatelé pokládali právě teprve tento letopočet za datum vzniku kláštera. Beneš z Michalovic se přičinil, aby přišlo roku 1345 celkem deset nových konventuálů a opat Oldřich, který byl z benediktinského řádu, klášter vysvětil. Klášter obdržel četné odkazy a dobře prosperoval. Již roku 1421 byl klášter husity poničen a mniši byli vyhnáni. Budovy však zůstaly stát a kolem roku 1500 byly dány k dispozici Českým bratřím, kteří na místě bývalého kláštera postavili bratrskou modlitebnu a nazvali ji horou Karmel.

## Období protireformace
Na počátku protireformace byla roku 1625 předána hora Karmel řádu bosých karmelitánů, kteří se domnívali, že to je jejich bývalý konvent. Proti tomu vystoupili minorité a dokázali, že objekt patřil původně jim a roku 1630 se opět do něj vrátili. V krátkém pětiletém období během třicetileté války nemohli bosí karmelitáni vyvinout v Mladé Boleslavi ani žádnou větší činnost.

## Obnova po třicetileté válce
V letech 1675–1711 minorité celý komplex opět opravili a zřídili i nový kostel sv. Bonaventury. Byly to jen nejnutnější a nuzné budovy, a proto se pokračovalo ve výstavbě dál. Teprve v letech 1727–1728 byl vybudován nový trakt, v němž byl umístěn refektář, kuchyně, spižírna a několik světnic. Pokračovala i stavba nové konventní budovy, zatímco starý konvent byl stále v troskách. Pro nedostatek prostředků však konvent byl ještě roku 1752 v takovém stavu, že hrozilo jeho spadnutí. Teprve od roku 1754 do roku 1767 byla konečně stavba ukončena, zřízena i nová oratoř a kostel byl upraven. To však se již přiblížila doba zániku minoritů v Mladé Boleslavi. Roku 1784 byl minoritský klášter zrušen a budovy byly předány piaristům, kteří přenesli své gymnázium z nedalekých Kosmonos do Mladé Boleslavi.